# 27 de diciembre
El 27 de diciembre es el 361.º (tricentésimo sexagésimo primer) día del año en el calendario gregoriano y el 362.º en los años bisiestos. Quedan 4 días para finalizar el año.

## Acontecimientos
- 537: en Constantinopla (actual Estambul, en Turquía) se termina de construir la basílica de la Santa Sofía.
- 1512: En el Antiguo Convento de San Pablo de Burgos (España), se reúne una junta de teólogos y juristas por disposición del rey Fernando el Católico para estudiar las denuncias sobre los abusos cometidos por los conquistadores sobre los indígenas americanos. Fruto de esta reunión, se elaboran las Leyes de Burgos, que otorgaban derechos especiales y protección a los pobladores de las regiones conquistadas, consideradas como la primera declaración de Derechos humanos.
- 1703: Portugal e Inglaterra firman el Tratado de Methuen por el que los vinos portugueses consiguen su posición de monopolio en el mercado británico.
- 1763: Tratado de París, por el que los británicos devuelven Manila a los españoles.
- 1788: Luis XVI de Francia acepta doblar el número de representantes del tercer estado en los Estados Generales, con lo que igualan el número de diputados de la nobleza y del clero juntos.
- 1789: Luis XVI de Francia convoca los Estados Generales.
- 1805: Se firmó el Tratado de Pressburg.
- 1820: en la localidad de Lambayeque (Perú) se proclama el Primer Grito libertador de ese país contra los españoles.
- 1827: en la provincia de Buenos Aires (Argentina) el comandante Bernardino Escribano funda el Fuerte Federación, que luego se convirtió en la ciudad de Junín.[1]
- 1831: en Inglaterra, Charles Darwin parte en el bergantín Beagle hacia América del Sur; este viaje le permitirá demostrar su famosa teoría sobre la evolución.
- 1836: el gobierno de España reconoce la independencia de México.
- 1870: en Madrid, el general Juan Prim es víctima de un atentado. Alcanzado por varios disparos, murió tres días después.
- 1874: Se juega el primer partido oficial de béisbol de la historia.
- 1881: en la provincia de San Juan (Argentina) se crea el departamento Veinticinco de Mayo.
- 1897: en el teatro de la Porte-Saint-Martin (París), se estrena Cyrano de Bergerac, del poeta y dramaturgo Edmond Rostand.
- 1908: El Club Atlético River Plate sube por primera vez a la primera división de fútbol argentino.
- 1917: en el marco de la Revolución rusa los soviéticos nacionalizan los 18 bancos existentes en Rusia.
- 1933: en el marco de la guerra del Chaco, la tregua entre Bolivia y Paraguay se prorroga hasta el 15 de enero, con motivo de la Navidad.
- 1934: Persia comienza a denominarse Irán, por disposición del Gobierno.
- 1936: en plena guerra civil española, Santander es bombardeada por la aviación franquista, produciendo unos 70 muertos y 50 heridos entre población civil. Como réplica, 156 presos del barco-prisión Alfonso Pérez son asesinados ese mismo día.
- 1939: en Turquía, a la 1:57 h, un terremoto de magnitud 7.9 en la escala de Richter destruye la ciudad de Erzincan (en Anatolia oriental), y deja un saldo de 32 968 víctimas.
- 1945: se crea el Fondo Monetario Internacional.
- 1947: en Roma (Italia), tras la Segunda Guerra Mundial se publica la Primera Constitución Italiana.
- 1949: Países Bajos reconoce la independencia de Indonesia en el marco de una unión económica entre el archipiélago y la antigua metrópoli.
- 1968: ameriza el Apolo 8 después de dar diez órbitas alrededor de la Luna. Se pone fin a la primera misión tripulada hacia la Luna.
- 1968: en Asturias, más de 5000 mineros se declaran en huelga, a pesar de que esta es ilegal bajo la dictadura de Franco.
- 1974: en Lima (Perú) se inaugura el estadio Alejandro Villanueva.
- 1978: en España ―tras el final de la dictadura franquista―, el rey Juan Carlos I sanciona la Constitución española.
- 1979: La Unión Soviética interviene en la República Democrática de Afganistán.
- 1983: El Congreso de los Diputados de España convalida el decreto-ley sobre la reconversión industrial.
- 1985: Barcelona solicita oficialmente la organización de los Juegos Olímpicos.
- 1985: en los aeropuertos de Viena y Roma, dos atentados simultáneos contra la compañía aérea israelí El-Al causan la muerte de 16 personas y más de 100 heridos.
- 1987: en la ciudad de Guayaquil (Ecuador) se inaugura el Estadio Monumental Isidro Romero Carbo, del Barcelona Sporting Club.
- 1988: en Bangladés se hunde un barco; desaparecen 250 personas.
- 1989: en Panamá, el Tribunal Electoral proclama presidente del país a Guillermo Endara.
- 1993: en El Cairo (Egipto) la OLP (Organización para la Liberación de Palestina) e Israel negocian un acuerdo definitivo para Gaza y Jericó.
- 1995: en Israel, después de casi 30 años de ocupación, el Ejército abandona Ramala (al norte de Jerusalén), sexta localidad de Cisjordania en la que entra en vigor la autonomía palestina.
- 1997: en Irlanda del Norte es asesinado Billy Wright, líder paramilitar protestante.
- 2001: Club Olimpo ascendió por primera vez en su historia a la Primera División de Argentina
- 2002:
  - En Grozni (Chechenia), dos bombas explotan en los cuarteles prorrusos. Fallecen 72  personas y otras 200 resultan heridas.
  - En la Ciudad de México se lleva a cabo la toma violenta de la planta de transmisiones de CNI Canal 40 ubicadas en el Cerro del Chiquihuite evento conocido como El Chiquihuitazo.
- 2004: se registra la explosión más fuerte de la historia en un magnetar a 50 000 años luz.
- 2006: desde el cosmódromo de Baikonur es lanzada la misión europea Corot en busca de planetas extrasolares.
- 2007: en Rawalpindi (Pakistán) Benazir Bhutto (primera ministra entre 1988 y 1990) es asesinada en un atentado suicida.
- 2008: después de los bombardeos indiscriminados de Hamás desde la Franja de Gaza, que provocaron la muerte de tres civiles israelíes, las Fuerzas de Defensa Israelíes inician en represalia la operación Plomo Fundido, un bombardeo masivo sobre la Franja de Gaza, que provoca la muerte de cientos de hombres, mujeres y niños civiles palestinos (1 387 palestinos muertos, de los que al menos 774 serían civiles).[2]
- 2014: en Chile, finaliza la temporada 4 de la serie de televisión 31 Minutos, emitiendo su actual último capítulo de la serie para televisión.
- 2018: en Venezuela, un sismo de magnitud 4,9 sacudió a las 5:00 a. m. hora local, la zona central del país. El evento se registró a 12 kilómetros del noreste de Valencia (10.258 N ,68.080 W), con una profundidad de 9.4 kilómetros, según el reporte de la Fundación Venezolana de Investigaciones Sismológicas (Funvisis). Hasta el momento se han registrados tres réplicas. La primera de magnitud 3.9 a 15 kilómetros de Valencia a las 05:12 de la mañana, con una profundidad de 13.8 kilómetros. La segunda a 5:20 de magnitud 3.9 en el mismo lugar. La tercera réplica a las 05:24 de la mañana, también a 16 km de Valencia fue de magnitud 4.5 con una profundidad de 12,6 km. Usuarios de las redes sociales reportaron que sintieron el sismo en Caracas, Valencia, Maracay, entre otras ciudades.

## Nacimientos
- 1350: Juan I, rey aragonés (f. 1396).
- 1390: Ana Mortimer, noble inglesa (f. 1411).
- 1459: Juan I Alberto de Polonia, rey polaco (f. 1501).
- 1555: Johann Arndt, teólogo alemán (f. 1621).

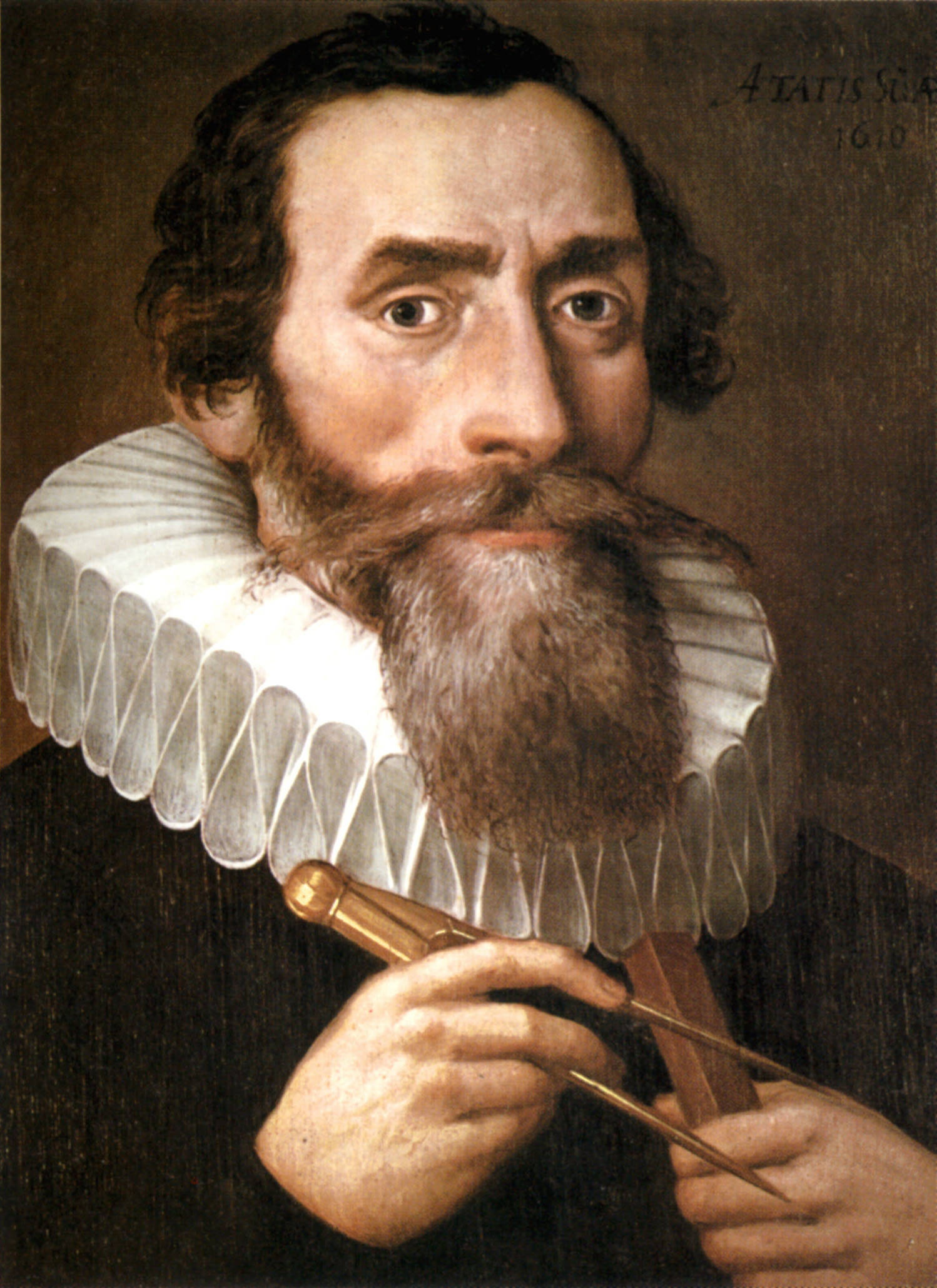
Johannes Kepler

- 1575:  Sor Juana Guillén,  venerable monja agustina (f. 1607).
- 1571: Johannes Kepler, astrónomo y filósofo alemán (f. 1630).
- 1654: Jakob Bernoulli, matemático y científico suizo (f. 1705).
- 1683: Conyers Middleton, clérigo británico (f. 1750).
- 1755: Antonio I, rey sajón (f. 1836).
- 1761: Mijaíl Barclay de Tolly, militar ruso (f. 1818).
- 1773: George Cayley, ingeniero e inventor británico (f. 1857).
- 1792: Pietro Zorutti, poeta italiano (f. 1867).
- 1793: Alexander Gordon Laing, explorador británico (f. 1826).
- 1797: Manuela Sáenz, patriota e independentista neogranadina. (f. 1856).
- 1797: Mirza Ghalib, escritor indio (f. 1869).
- 1799: Serafín Estébanez Calderón, escritor español (f. 1867).
- 1806: Ramón Cabrera, militar carlista español (f. 1877).
- 1820: Juan de la Rosa González, escritor español (f. 1886).

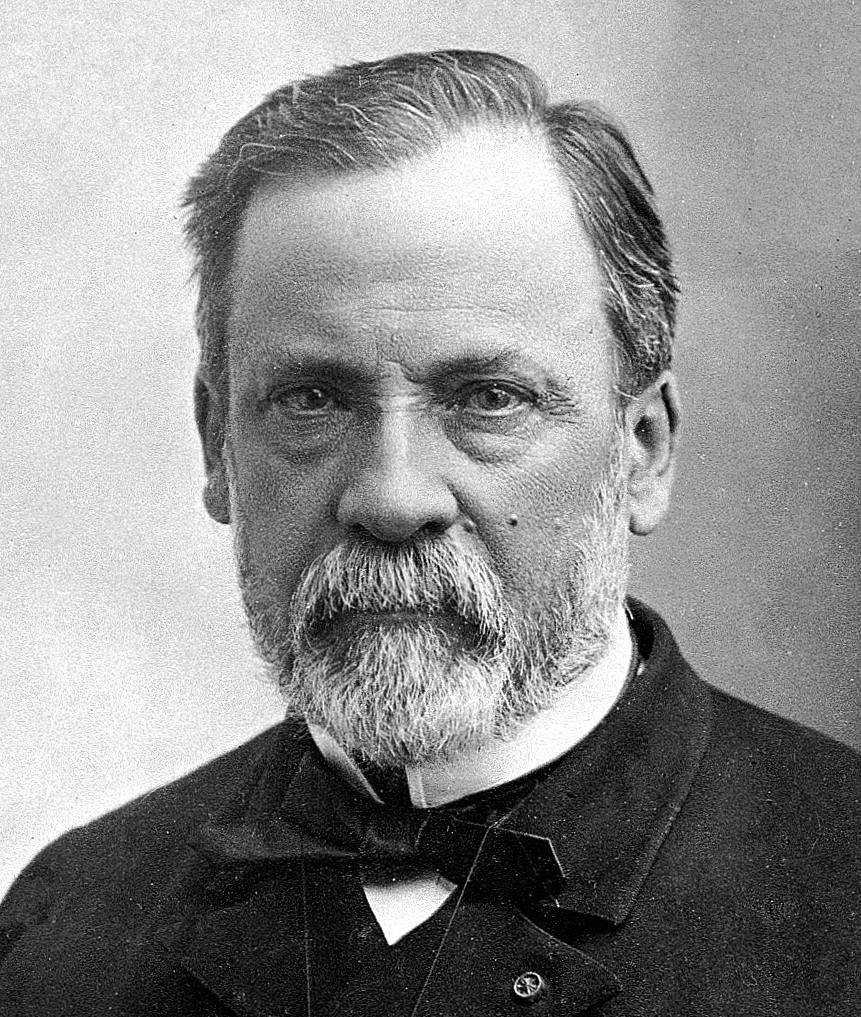
Louis Pasteur

- 1822: Louis Pasteur, químico francés (f. 1895).
- 1823: Mackenzie Bowell, primer ministro canadiense (f. 1917).
- 1832: Pável Tretiakov, empresario ruso (f. 1898).
- 1846: Ricardo Sepúlveda y Planter, escritor español (f. 1909).
- 1856: André Gedalge, compositor y profesor de música francés (f. 1926).
- 1859: Vicente March, pintor español (f. 1927).
- 1879: Sydney Greenstreet, actor británico (f. 1954).
- 1886: Juan Marcilla Arrazola, ingeniero español (f. 1950).
- 1888: Tito Schipa, tenor italiano (f. 1965).
- 1888: Thea von Harbou, guionista y actriz alemana (f. 1954).
- 1895: Rafael Salazar Alonso, político español (f. 1936).
- 1896: Carl Zuckmayer, poeta, dramaturgo y guionista alemán-suizo (f. 1977).
- 1899: Leopoldo Torres Ríos, cineasta argentino (f. 1960).
- 1900: Juan de Orduña, actor y cineasta español (f. 1974).
- 1901: Marlene Dietrich, actriz alemana (f. 1992).
- 1906: Carlos Juan Zavala Rodríguez, abogado, jurista comercialista y ministro de la Corte Suprema de Justicia de Argentina (f. 1988)
- 1906: Oscar Levant, pianista estadounidense (f. 1972).
- 1907: Sebastian Haffner, periodista y escritor alemán (f. 1999).
- 1907: Johann Wilhelm Trollmann, boxeador alemán (f. 1943).
- 1907: Mary Edgar Mussi (alias Mary Howard y Josephine Edgar), escritora británica (f. 1991).
- 1912: Francisco Zúñiga, escultor costarricense (f. 1998).
- 1915: William Howell Masters, ginecólogo estadounidense (f. 2001).
- 1916: Alfonso del Real, actor español (f. 2002).
- 1922: Juan Gerardi, obispo guatemalteco; asesinado (f. 1998).
- 1922: Ramón Trías Fargas, economista y político español (f. 1989).

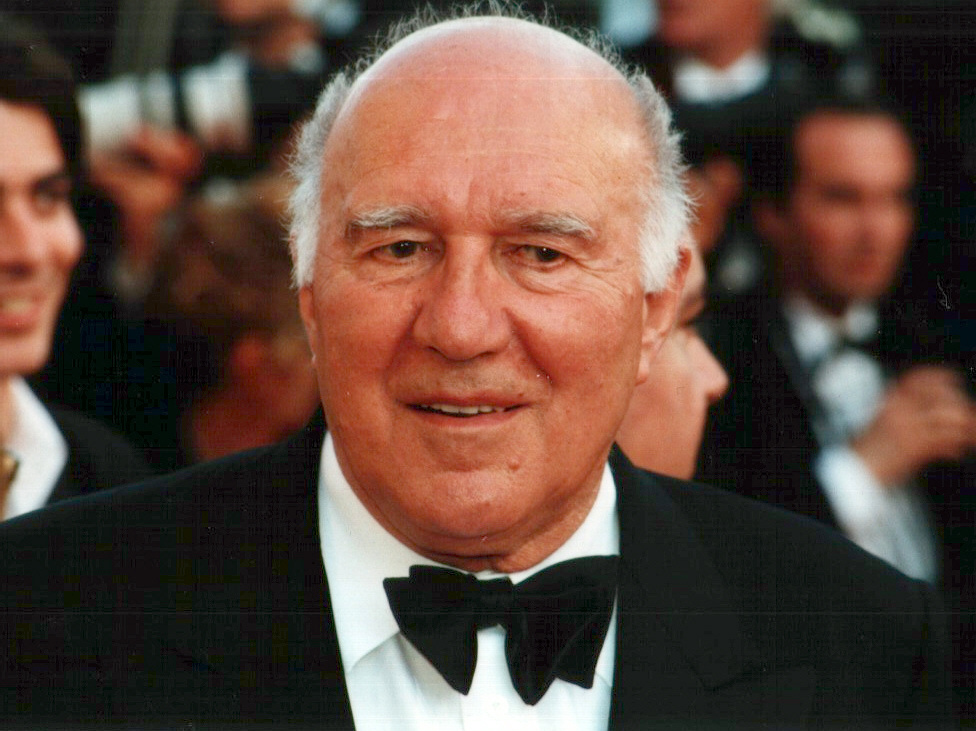
Michel Piccoli

- 1925: Michel Piccoli, actor y productor francés (f. 2020).
- 1926: Rodrigo Carazo Odio, político costarricense, presidente de Costa Rica entre 1978 y 1982 (f. 2009).
- 1929: Lucio Muñoz, pintor español (f. 1998).
- 1930: Julio Diamante, cineasta español (f. 2020).
- 1931: John Charles, futbolista británico (f. 2004).
- 1934: Larisa Latýnina, gimnasta soviética.
- 1934: Juan Ángel Romero Isasi, futbolista paraguayo (f. 2009).
- 1936: José Pérez-Francés, ciclista español (f. 2021)
- 1936: Ramón Miralles, futbolista español.
- 1938: Jon Sobrino, teólogo jesuita vasco.
- 1938: Rolf Wolfshohl, ciclista alemán (f. 2024).
- 1939: Miguel Alcobendas, cineasta español (f. 2014).
- 1939: John Amos, actor estadounidense (f. 2024).
- 1941: Michael Pinder, músico británico, de la banda The Moody Blues (f. 2024).
- 1942: Oscar Cardozo Ocampo, pianista y compositor argentino-paraguayo (f. 2001).
- 1942: Gerardo Díaz Ferrán, empresario español.
- 1943: Joan Manuel Serrat, cantautor español.
- 1944: Eliseo Subiela, cineasta argentino (f. 2016).
- 1944: Iván Egüez, escritor ecuatoriano.

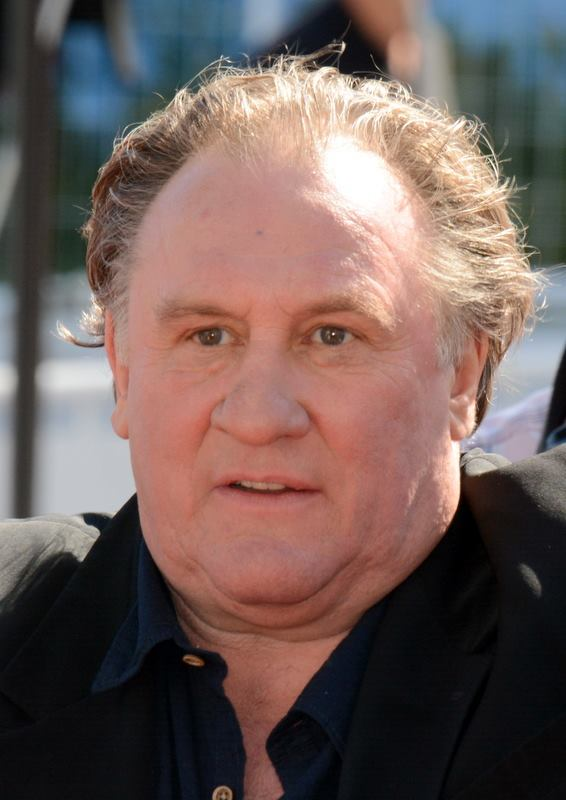
Gérard Depardieu

- 1948: Gérard Depardieu, actor francés.
- 1949: Klaus Fischer, futbolista alemán.
- 1950: Roberto Bettega, futbolista italiano.
- 1950: Terry Bozzio, baterista estadounidense, de la banda Missing Persons.
- 1950: Haris Alexiou, cantante griega.
- 1951: Ernesto Zedillo, político mexicano, presidente de México entre 1994 y 2000.
- 1952: David Knopfler, músico británico, de la banda Dire Straits.
- 1954: Kent Benson, baloncestista estadounidense.
- 1955: Miguel Gallardo, historiador español (f. 2022).
- 1955: Barbara Kay Bracher, reportera estadounidense (f. 2001).
- 1956: Kiko Matamoros, representante y colaborador de televisión

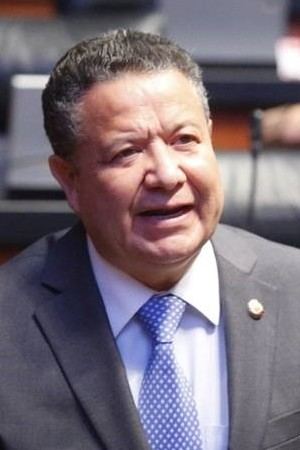
Julio Menchaca Salazar

- 1959: Julio Menchaca Salazar, político mexicano.
- 1961: Guido Westerwelle, abogado y político alemán (f. 2016).
- 1963: Gaspar Noé, cineasta argentino-francés.
- 1964: Theresa Randle, actriz estadounidense.
- 1965: Salman Khan, actor indio.
- 1966: Bill Goldberg, luchador profesional y futbolista estadounidense.
- 1968: Diego el Cigala, cantaor flamenco español.
- 1969: Sarah Vowell, periodista y autora estadounidense.
- 1969: Marco Antonio Regil, presentador y locutor mexicano.
- 1971: Serguei Bodrov, actor ruso (f. 2002).
- 1972: Kevin Ollie, baloncestista estadounidense.
- 1973: Wilson Cruz, actor neoyorquino.
- 1974: Masi Oka, actor japonés.

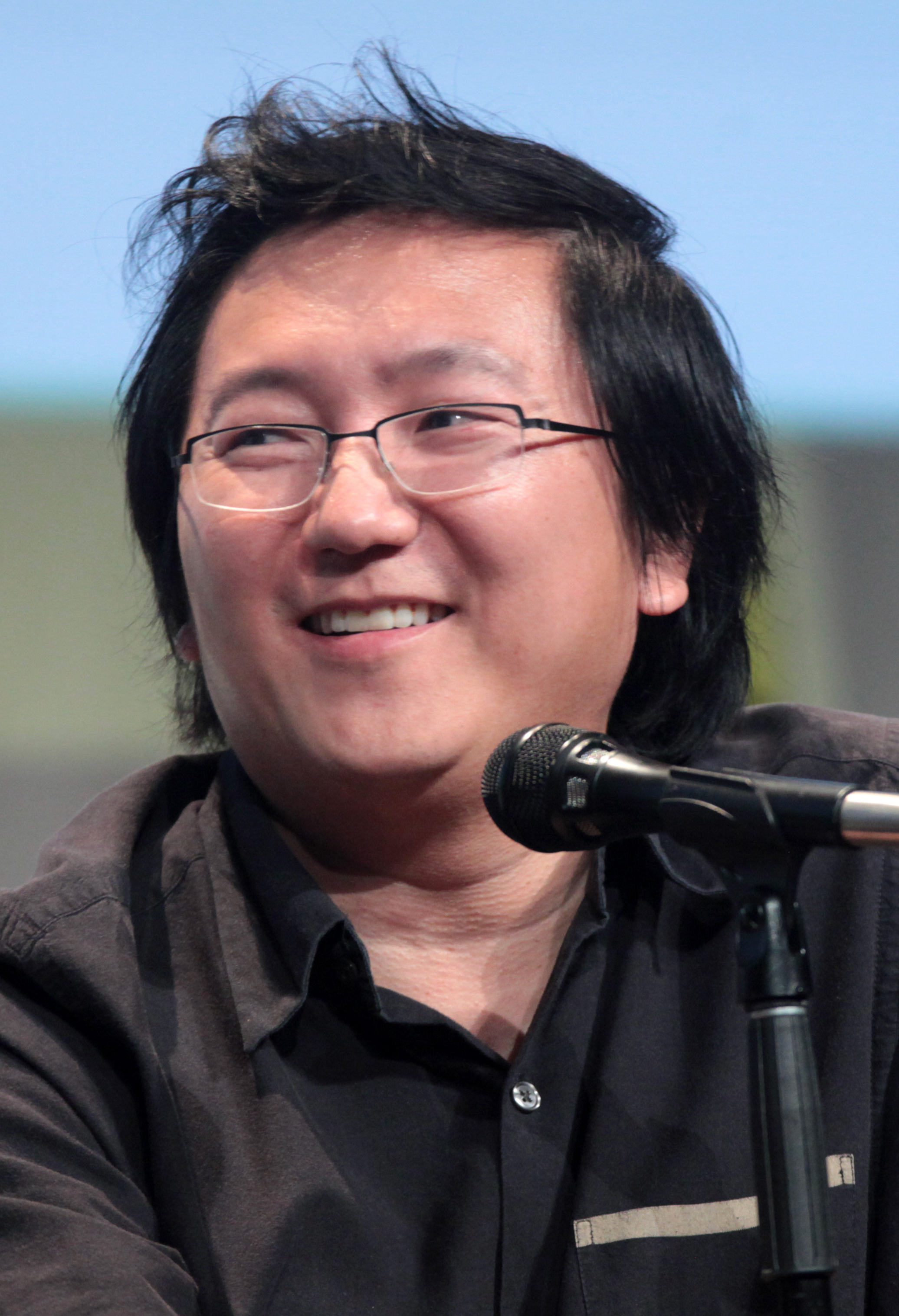
Masi Oka

- 1975: Heather O'Rourke, actriz estadounidense (f. 1988).
- 1976: Aaron Stanford, actor estadounidense.

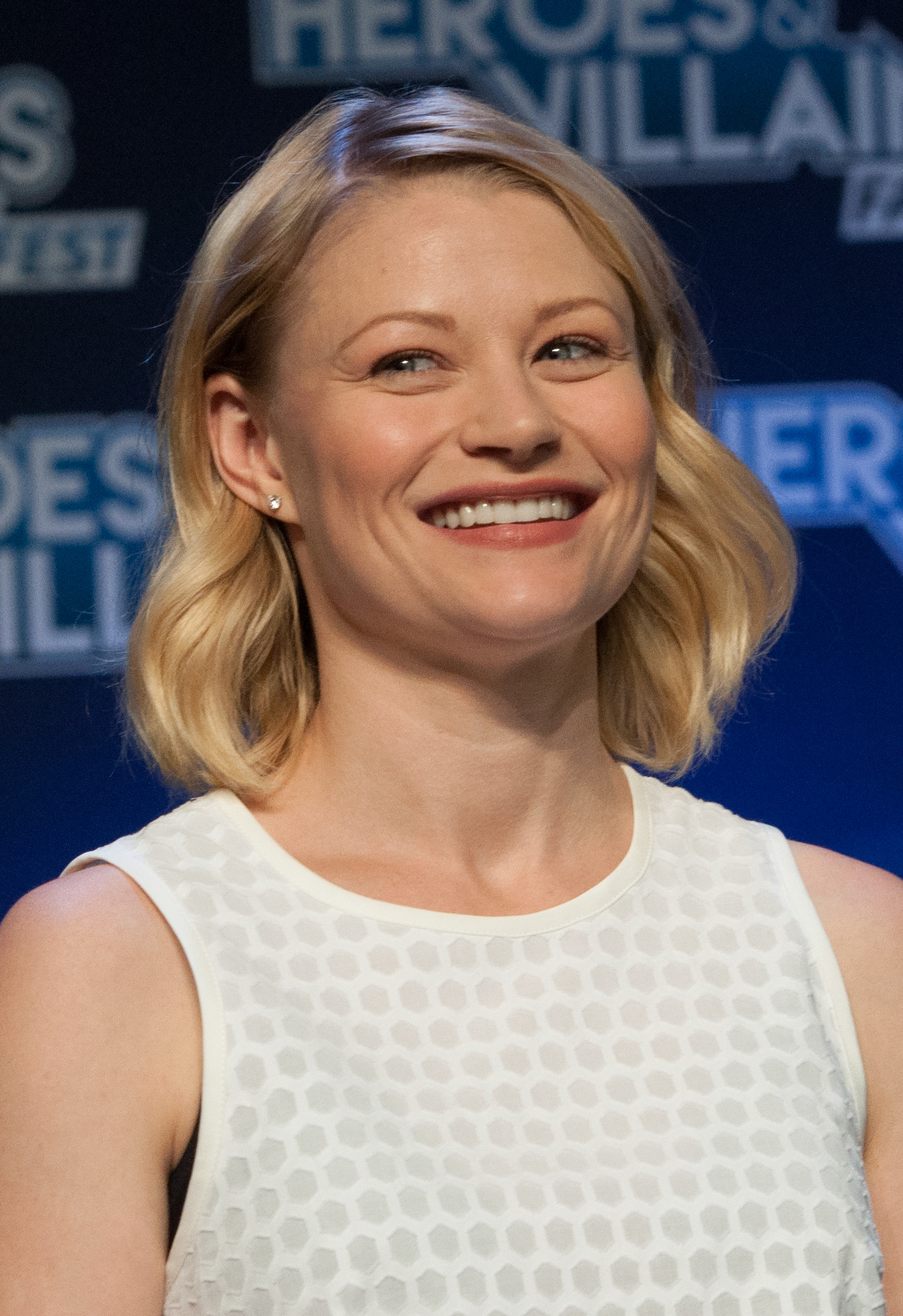
Emilie de Ravin

- 1980: Claudio Castagnoli, luchador profesional suizo.
- 1981: David Aardsma, beisbolista estadounidense.
- 1981: Lise Darly, cantante francesa.
- 1981: Javine Hilton, cantante británica.
- 1981: Emilie de Ravin, actriz australiana.
- 1982: Michael Bourn, beisbolista estadounidense.
- 1982: Terji Skibenæs, guitarrista feroés, de la banda Týr.
- 1982: Richarlyson Barbosa Felisbino, futbolista brasileño.
- 1983: Cole Hamels, beisbolista estadounidense.
- 1984: Gilles Simon, tenista francés.
- 1984: Mateusz Jachlewski, balonmanista polaco.
- 1984: Yasuharu Nakajima, ciclista japonés.
- 1985: Cristian Villagra, futbolista argentino.
- 1985: Adil Rami, futbolista francés.
- 1985: Sara Corrales, actriz, modelo y empresaria colombiana
- 1986: Shelly-Ann Fraser, atleta jamaiquino.

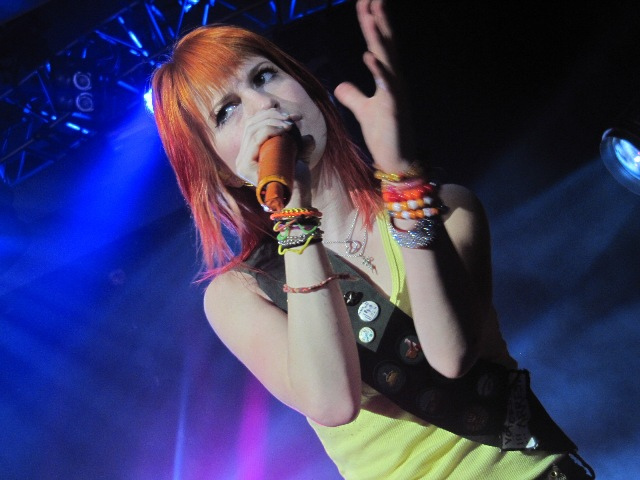
Hayley Williams

- 1988: Hayley Williams, música estadounidense, líder de la banda Paramore.
- 1990: Juvhel Tsoumou, futbolista alemán.
- 1990: Milos Raonic, tenista canadiense.
- 1991: Chloe Bridges, actriz estadounidense.
- 1995: Carlos Cuevas, actor español.
- 1995: Timothée Chalamet, actor estadounidense.
- 1996: Cedric Itten, futbolista suizo.
- 1997: Ana Konjuh, tenista croata.
- 1998: Gabriela Bórquez, futbolista chilena.
- 1998: Briar Nolet, actriz y bailarina canadiense.
- 2005: Kristina Pimenova, modelo rusa.
- 2006: Emma González, futbolista chilena.

## Fallecimientos
- 1065: Fernando I, rey de León y conde de Castilla (n. c. 1016).
- 1585: Pierre de Ronsard, poeta francés (n. 1524).
- 1663: Cristina de Francia, duquesa saboyana (n. 1606).
- 1795: Eugenio Espejo, líder independentista ecuatoriano (n. 1747).
- 1836: Stephen Austin, político estadounidense (n. 1793).
- 1865: José Gutiérrez de la Vega, pintor español (n. 1791).
- 1873: Edward Blyth, zoólogo y químico británico (n. 1810).
- 1880: Alessandro Nini, compositor italiano (f. 1805).
- 1895: Pedro Gamboni, ingeniero químico e industrial chileno (n. 1825).
- 1899: Dorothy Dene, modelo de artista y actriz de teatro británica (n. 1859).
- 1906: Bernardo de Irigoyen, político argentino (n. 1822).
- 1914: Charles Martin Hall, inventor e ingeniero estadounidense (n. 1863).
- 1921: Daniel Zuloaga, pintor y ceramista español (n. 1852).
- 1923: Lluís Domènech i Montaner, arquitecto español (n. 1850).
- 1923: Gustave Eiffel, arquitecto francés (n. 1832).
- 1931: José Figueroa Alcorta, político argentino (n. 1860).
- 1936: Hans von Seeckt, militar y político alemán (n. 1866).
- 1938: Osip Mandelstam, poeta ruso (n. 1891).
- 1941: Eduardo Hay, ingeniero, militar y político mexicano (n. 1877).
- 1942: William G. Morgan, educador estadounidense e inventor del vóleibol (n. 1870).
- 1946: Pedro Mata, novelista español (n. 1875).
- 1950: Max Beckmann, pintor alemán (n. 1884).
- 1952: Henri Winkelman, militar neerlandés (n. 1876).
- 1953: Romualdo Galdós, religioso, publicista y escritor español (n. 1885).
- 1959: Alfonso Reyes Ochoa, escritor mexicano (n. 1889).
- 1962: Serge Raynaud de la Ferrière, escritor y astrólogo francés (n. 1916).
- 1965: Edgar Ende, pintor alemán (n. 1901).
- 1971: Gonzalo Rodríguez Lafora, neurólogo y psiquiatra español (n. 1886).
- 1972: Lester Bowles Pearson, político y diplomático canadiense, premio Nobel de la Paz en 1957 (n. 1897).
- 1974: Margarito Ledesma, político mexicano (n. 1887).
- 1974: Vladimir Aleksandrovich Fock, físico ruso (n. 1898).
- 1978: Houari Boumedienne, político y militar argelino (n. 1932).
- 1981: Hoagy Carmichael, compositor estadounidense (n. 1899).
- 1982: Jack Swigert, astronauta estadounidense (n. 1931).
- 1985: Harry Hopman, tenista australiano (n. 1906).
- 1986: André Cailleux, escritor francés (n. 1907).
- 1988: Alberto J. Armando, dirigente deportivo argentino (n. 1910).
- 1988: Hal Ashby, cineasta estadounidense (n. 1929).
- 1989: Rodney Arismendi, dirigente comunista uruguayo (n. 1913).
- 1996: Cristina Lemercier, actriz y presentadora de TV argentina (n. 1951).
- 1997: Brendan Gill, periodista, crítico de cine, teatro y arquitectura estadounidense (n. 1914).
- 1998: Ricardo Tormo, motociclista español (n. 1952).
- 1999: Pierre Clémenti, actor francés (n. 1942).
- 2002: María Luisa Zea, actriz mexicana (n. 1913).
- 2002: George Roy Hill, cineasta estadounidense (n. 1921).
- 2003: Alan Bates, actor británico (n. 1934).
- 2003: Enric Bernat, empresario español, fundador de Chupa Chups (n. 1923).
- 2003: Juan García Ponce, escritor mexicano (n. 1932).
- 2005: Lourdes Iriondo Mujika, cantante y escritora española en euskera (n. 1937).
- 2007: Benazir Bhutto, política y primera ministra pakistaní, asesinada (n. 1953).
- 2007: Jaan Kross, escritor estonio (n. 1920).
- 2010: Sabin Intxaurraga, político español (n. 1949).
- 2010: Luis Mariñas, periodista y presentador de televisión español (n. 1947).
- 2011: Helen Frankenthaler, pintora estadounidense (n. 1928).

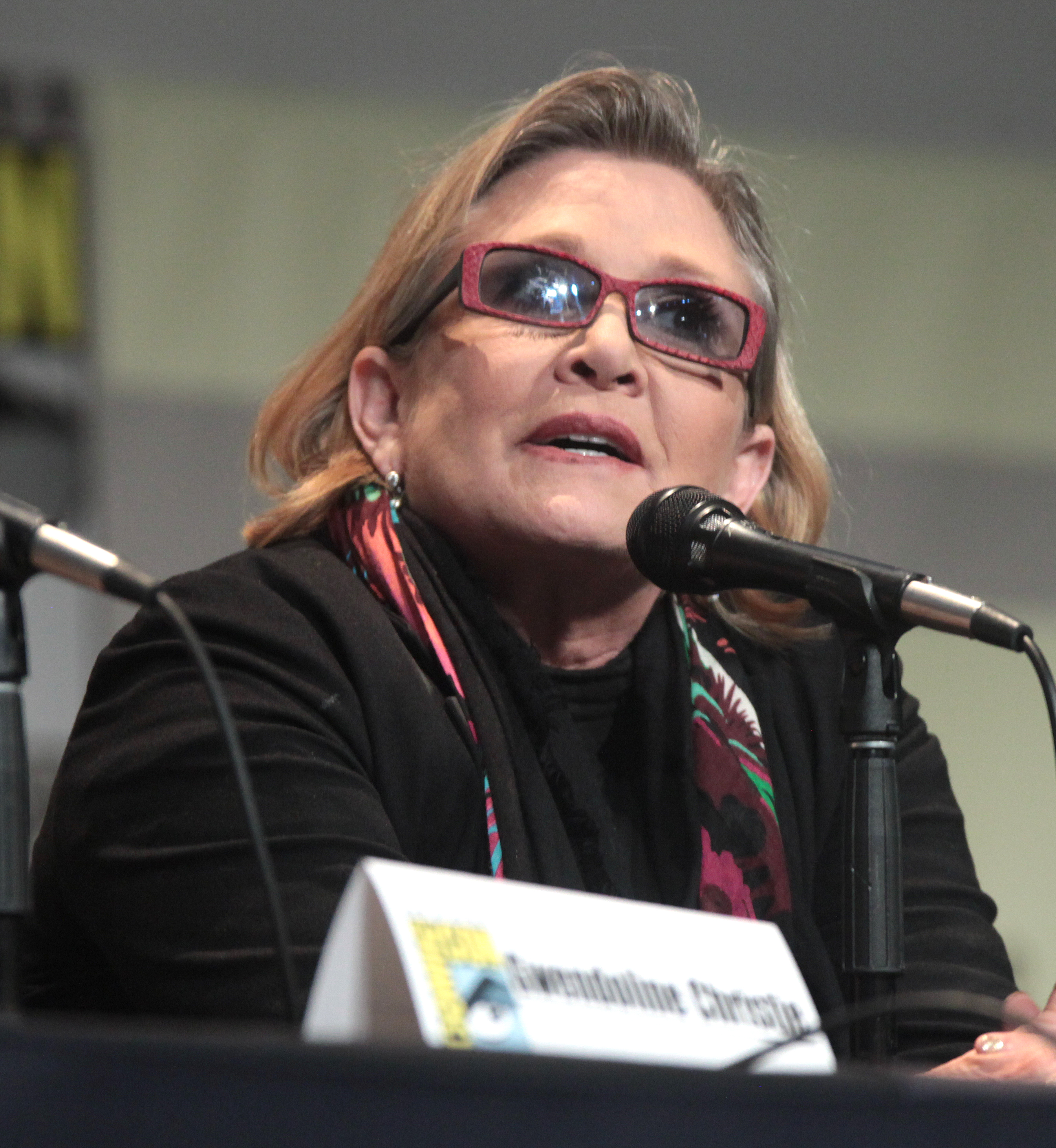
Carrie Fisher

- 2011: Caté, futbolista brasileño (n. 1973).
- 2012: Zuleika Alambert, escritora feminista y política comunista brasileña (n. 1922).
- 2012: Harry Carey Jr., actor estadounidense (n. 1921).
- 2012: Lorena Henao Montoya, narcotraficante colombiana (n. 1968).
- 2015: Alfredo Alberto Pacheco, futbolista salvadoreño (n. 1982).
- 2015: Carlos Rosales Mendoza, narcotraficante mexicano (n. 1963).
- 2016: Carrie Fisher, actriz estadounidense (n. 1956).
- 2022: Rodolfo Micheli, futbolista argentino (n. 1930).
- 2022: Jo Mersa Marley, cantante estadounidense (n. 1991).

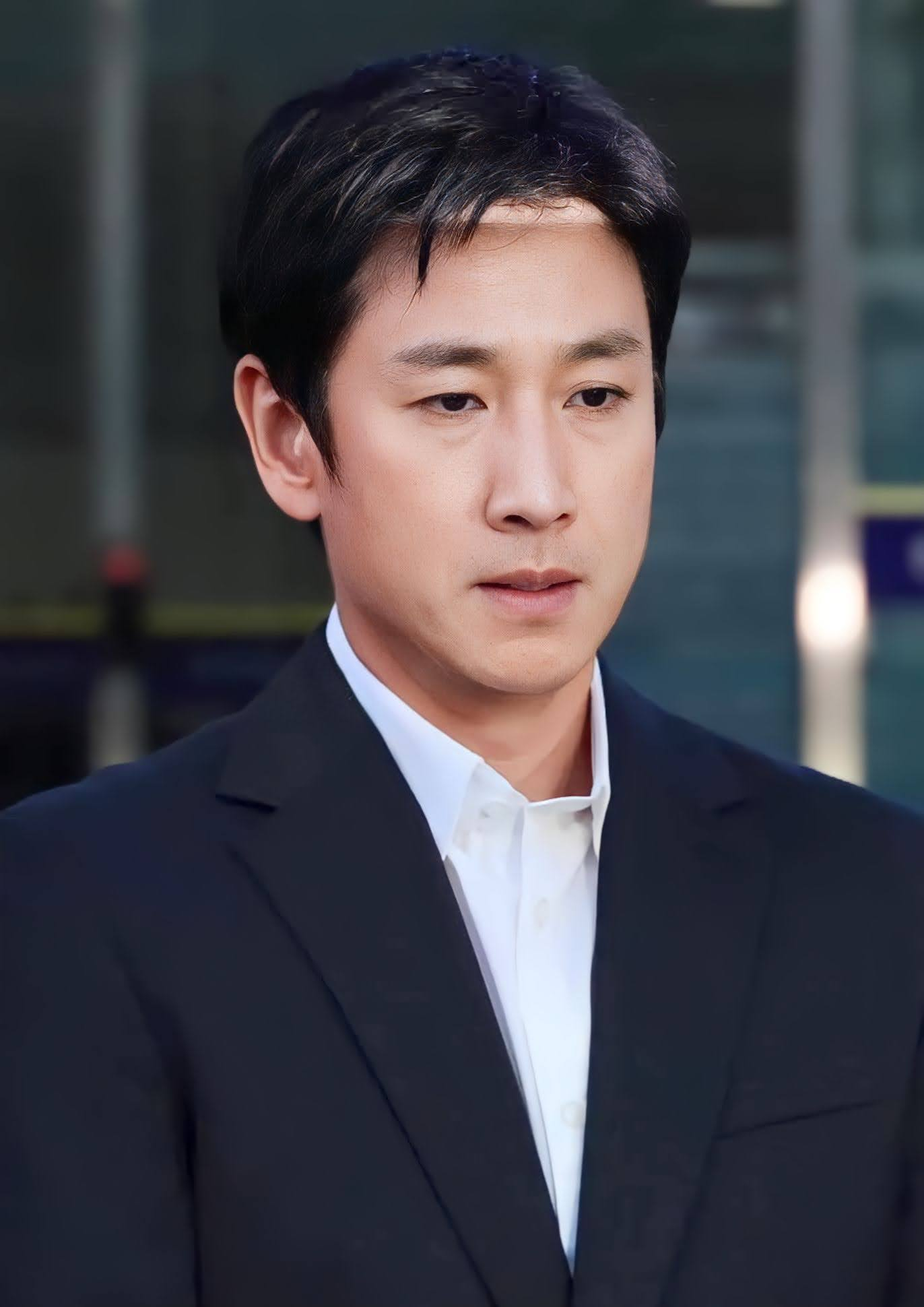
Lee Sun-kyun

- 2023: Lee Sun-kyun, actor surcoreano (n. 1975).
- 2024: Olivia Hussey, actriz británico-argentina (n. 1951).

## Celebraciones

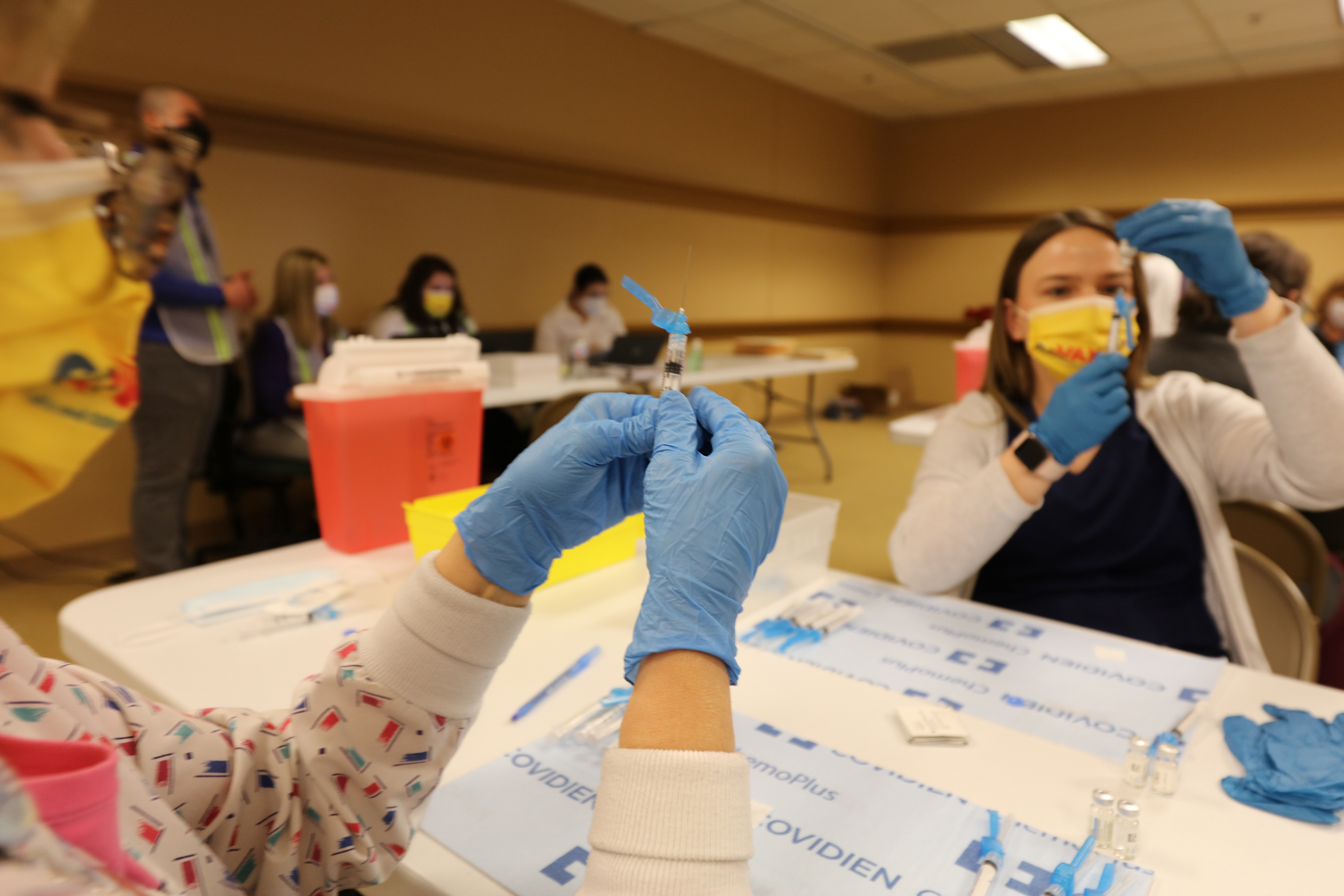
Día Internacional de la Preparación ante las Epidemias.

- Día Internacional de la Preparación ante las Epidemias.

 Por países
(Por orden alfabético)
- Corea del Norte: 
  - Día de la Constitución.

- Cuba:
  - Día del Barbero y el Peluquero. Instituido desde 1947 para conmemorar el natalicio de Juan Evangelista Valdés Veitía, barbero, poeta y periodista, nacido en 1836.

- Ecuador: 
  - Aniversario de la Cruz Roja Ecuatoriana.[3]
Fundación: 27 de diciembre de 1922 (102 años).

- Estados Unidos: 
  - Día de las Sobras.
(en inglés: National Leftovers Day).
  - Día del Pastel de Frutas.
(en inglés: National Fruitcake Day).
  - Día de la Visita al Zoo.
(en inglés: Visit The Zoo Day)).
  - Día de Hacer Copos de Nieve Recortables (Kirigami).

- Rusia: 
  - Día del Rescatista.[4]
Fiesta profesional de los efectivos de los equipos de rescate.

### Santoral católico

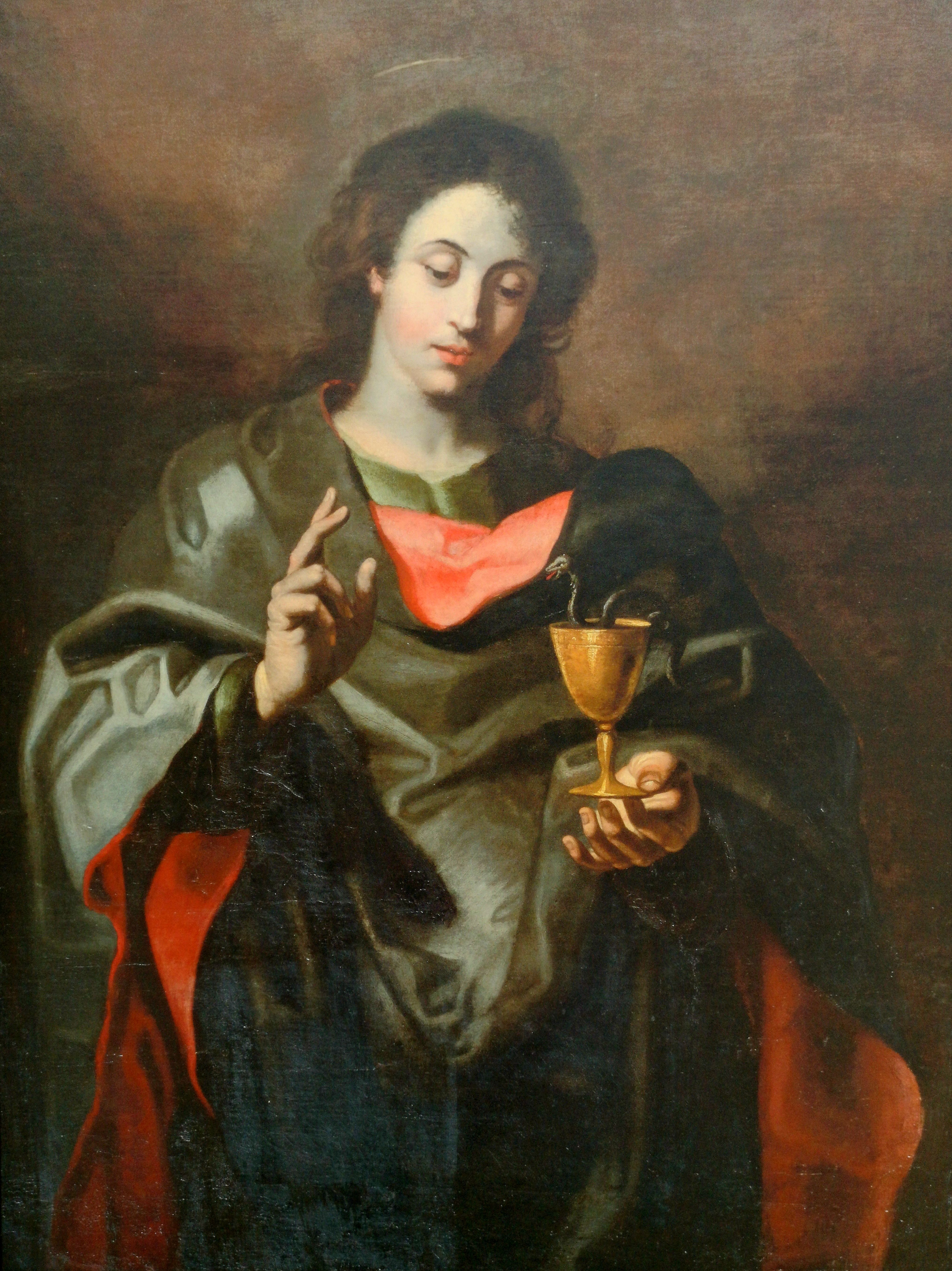
San Juan el Evangelista, por Gerard Seghers en 1637.

- San Juan, apóstol y evangelista (s. I).[5](imagen ilustrativa).
- Santa Fabiola de Roma, viuda (399).[5]
- Santos Teodoro y Teófanes de Apamea, monjes (841).[6]
- Beato Alfredo Parte, presbítero y mártir (1936).[5]
- Beato José María Corbín Ferrer, mártir (1936).[5]